# TrustyFiles
TrustyFiles es un cliente P2P de código cerrado para Microsoft Windows que puede conectarse a las redes Gnutella, Gnutella2, FastTrack, EDonkey2000, Overnet y BitTorrent.
Es notable las reclamaciones en contra de él en las que ha "robado" código de los proyectos de código abierto Gnucleus, giFT, y avilib; fue descubierto desensamblando el programa, y la respuesta a esto fue lanzar otra versión rápidamente en la que el código robado permaneció, sin embargo fue ocultado comprimiendo el ejecutable.
TrustyFiles entonces afirmó que estaba desarrollando e iba a lanzar una versión Linux de código abierto, sin embargo esto todavía no ha sucedido.
TrustyFiles ofrece una versión gratis de su software que no incluye bloqueo de IPs perjudiciales, actualizaciones, eliminación de publicidad de TrustyFiles, soporte técnico y rendimiento mejorado, a diferencia de su versión comercial que cuesta $29. TrustyFiles también afirma que es el único cliente P2P que puede descargar un archivo simultáneamente desde BitTorrent y otra de las redes P2P a las que está conectado. Sin embargo, Shareaza y LimeWire también tienen esta función.
Los enlaces en su sitio web así como algunos cambios menores seguidos del lanzamiento de la versión 3.0 sugieren que hubo un acuerdo con la RIAA de manera similar a lo que sucedió con los dominios de los clientes P2P Shareaza y Lphant.